# Unguiculariopsis
Unguiculariopsis is een geslacht van schimmels behorend tot de familie Cordieritidaceae. Het geslacht werd voor het eerst in 1909 beschreven door Rehm.

## Soorten
Volgens Index Fungorum telt het geslacht 28 soorten (peildatum maart 2023):
| Soortnaam                                        | Auteur(s)                                | Publicatiejaar |
| ------------------------------------------------ | ---------------------------------------- | -------------- |
| Unguiculariopsis acerina                         | W.Y. Zhuang                              | 1988           |
| Unguiculariopsis acrocordiae                     | (Diederich) Diederich & Etayo            | 2000           |
| Unguiculariopsis adirondackensis                 | W.Y. Zhuang                              | 1988           |
| Unguiculariopsis ahtii                           | D. Hawksw., D.J. Galloway & S.Y. Kondr.  | 1994           |
| Unguiculariopsis australiensis                   | (Höhn.) W.Y. Zhuang                      | 1988           |
| Unguiculariopsis caespitosa                      | (Fuckel) W.Y. Zhuang                     | 2014           |
| Unguiculariopsis changbaiensis                   | W.Y. Zhuang                              | 2000           |
| Unguiculariopsis damingshanica                   | W.Y. Zhuang                              | 2000           |
| Unguiculariopsis dimorpha                        | (Seaver) W.Y. Zhuang                     | 1988           |
| Unguiculariopsis godroniicola                    | W.Y. Zhuang                              | 1988           |
| Unguiculariopsis groenlandiae                    | (Alstrup & D. Hawksw.) Etayo & Diederich | 2000           |
| Unguiculariopsis hamatopilosa (Bramenbladkelkje) | (Graddon) W.Y. Zhuang                    | 1988           |
| Unguiculariopsis helmutii                        | S.Y. Kondr., Lőkös & Hur                 | 2016           |
| Unguiculariopsis hysterigena                     | (Berk. & Broome) Korf                    | 1971           |
| Unguiculariopsis ilicincola                      | (Berk. & Broome) Rehm                    | 1909           |
| Unguiculariopsis lesdainii                       | (Vouaux) Etayo & Diederich               | 2000           |
| Unguiculariopsis lettaui                         | (Grummann) Coppins                       | 1990           |
| Unguiculariopsis livida                          | (Bacc.) W.Y. Zhuang                      | 1988           |
| Unguiculariopsis lucaniae                        | Brackel                                  | 2011           |
| Unguiculariopsis macrocarpa                      | Etayo                                    | 2008           |
| Unguiculariopsis manriquei                       | Etayo                                    | 1996           |
| Unguiculariopsis parasitica                      | (Fuckel) W.Y. Zhuang                     | 1988           |
| Unguiculariopsis peltigericola                   | Etayo                                    | 2017           |
| Unguiculariopsis ravenelii                       | (Berk. & M.A. Curtis) W.Y. Zhuang & Korf | 1987           |
| Unguiculariopsis refractiva                      | (Coppins) Coppins                        | 1990           |
| Unguiculariopsis rehmii                          | W.Y. Zhuang & Korf                       | 1988           |
| Unguiculariopsis thallophila                     | (P. Karst.) W.Y. Zhuang                  | 1988           |
| Unguiculariopsis triregia                        | S.Y. Kondr. & D.J. Galloway              | 1995           |